# Камала Хан (киновселенная Marvel)
Кама́ла Хан (англ. Kamala Khan) — персонаж из медиафраншизы «Кинематографическая вселенная Marvel» (КВМ), основанная на одноимённой героине комиксов Marvel, более известная под псевдонимом Мисс Ма́рвел (англ. Ms. Marvel). Хан — подросток-мусульманка пакистано-американского происхождения из Джерси-Сити, которая является фанаткой Кэрол Дэнверс / Капитана Марвел и получает способности управлять космической энергией.
Хан появилась в мини-сериале Disney+ «Мисс Марвел» (2022) и фильме «Капитан Марвел 2» (2023), она вернётся в предстоящем мультсериале Disney+ «Зомби Marvel» (2024).

## Концепция и создание
В ноябре 2013 года Marvel Comics объявила, что Камала Хан, американский подросток-мусульманка из Джерси-Сити, Нью-Джерси, возглавит серию комиксов Мисс Марвел, начиная с февраля 2014 года. Серия, написанная Дж. Уиллоу Уилсон и нарисованная Эдрианом Альфоной, стала первым случаем, когда мусульманский персонаж стал хедлайнером комиксов в Marvel Comics. Идея Камалы Хан возникла во время разговора между редакторами Marvel Саной Аманат и Стивеном Уэкером. Аманат сказала: «Я рассказывала ему [Вакеру] какой-то безумный анекдот о моём детстве, когда я росла американкой-мусульманкой. Он посчитал его забавным.» Затем пара рассказала Уилсон о концепции, и Уилсон загорелась желанием присоединиться к проекту. Аманат сказала, что серия была создана из «желания исследовать мусульманско-американскую диаспору с аутентичной точки зрения». Художник Джейми Маккелви основал дизайн Хан на своём редизайне Кэрол Дэнверс в качестве Капитана Марвел и на дизайне оригинальной Мисс Марвел, разработанном Дэйвом Кокрумом. Аманат потребовала, чтобы дизайн «отражал наследие Капитана Марвел, а также её историю и её прошлое». Аманат заявила, что на костюм Хан повлияли шальвары. Они хотели, чтобы костюм отражал её культурную самобытность, но не хотели, чтобы она носила хиджаб, потому что большинство пакистано-американских девочек-подростков его не носят. Аманат также заявила, что они хотели, чтобы персонаж выглядел «менее похожим на сексуальную сирену», чтобы привлечь более активную женскую аудиторию читателей.
В Marvel знали, что им нужна молодая мусульманская девушка, но заявили, что она может быть из любого места происхождения и иметь любое происхождение. Уилсон в конечном счёте решила создать девочку-деси из Джерси-Сити, который расположен через реку Гудзон от Манхэттена и который часто называли «Шестым боро» Нью-Йорка. Таким образом, это является важной частью личности Хан и повествовательного пути её персонажа, поскольку действие большинства историй Marvel Comics разворачивается на Манхэттене. Уилсон объясняет: «Огромный аспект Мисс Марвел — это быть „героем второго плана“ в „городе второго плана“ и бороться с пафосом и эмоциями, которые могут быть у человека.» Серия не только исследует конфликты Хан с суперзлодеями, но также исследует конфликты с домом и религиозными обязанностями Хан. Позже Аманат рассказала, что, когда они с Уилсон создавали Хан, персонаж изначально должен был быть мутантом, прежде чем они превратили её в Нелюдя.
В сентябре 2016 года творческий консультант Marvel Entertainment Джо Кесада заявил, что Мисс Марвел появится в «других проектах» в результате быстрого успеха персонажа среди читателей, что, по его словам, «случается нечасто» и признал, что это, вероятно, не произошло бы десять лет назад. Президент Marvel Studios Кевин Файги заявил в мае 2018 года, что проект Кинематографической вселенной Marvel (КВМ), основанный на Камале Хан, «находится в разработке» и последует за выходом фильма «Капитан Марвел» (2019), поскольку Хан вдохновлена заглавной героиней этого фильма, Кэрол Дэнверс. Телесериал о Мисс Марвел был официально анонсирован на конференции D23 2019 года. В сентябре 2020 года новичок Иман Веллани была выбрана на главную роль Хан. Соавтор Камалы Хан, Аманат, которая также является соисполнительным продюсером телесериала, рассказала о прослушивании Веллани в Zoom, которое показало, что Веллани — фанатка Мстителей, как и Хан. Аманат сказала: «Она показала мне каждый уголок своей комнаты, и он был покрыт Мстителями. Потом она сказала: „О, подождите, я ещё не закончила“, открыла свой шкаф, и повсюду было ещё больше Marvel.»

### Характеризация
Хан — начинающая художница, заядлая геймерша и пишет супергеройские фанфики о героях, которыми она восхищается. Она изо всех сил пытается приспособиться к жизни в своей средней школе и дома. Аманат сказала, что Хан «не является вашим традиционным Мстителем. Она не такая ловкая и обходительная, как некоторые супергерои. Это не похоже на то, когда Капитан Америка бросает свой щит, и он возвращается. Она повсюду».

### Внешность и специальные эффекты
Силы действительно выглядят по-другому, что очень противоречиво. […] Я знаю, что люди расстроены из-за этого, но как человек, который, вероятно, является одним из самых близких людей к этому персонажу с самого начала, и который также говорил об этом с Уиллоу, я думаю, что Уиллоу и я всегда чувствовали, что это было логичным. […] Это действительно забавно — наделять Камалу разными способностями, которые кажутся масштабными и кинематографичными по-другому. […] В то же время суть того, что представляют собой силы в комиксах, присутствует как с метафорической точки зрения, так и с визуальной точки зрения. Мы делаем «кулак с эмблемой». […] Я думаю, что это будет знакомо людям, но в то же время по-новому и уникально.
В комиксах Хан классифицируется как «полиморф» с движениями, которые «в основном являются сочетанием движений Человека-муравья и Мистера Фантастика». Когда в августе 2019 года её спросили о переходе Хан из комиксов в игровое кино, Дж. Уиллоу Уилсон заявила: «Я думаю, что есть некоторые персонажи, которые очень хорошо созданы для большого экрана; они очень естественно кинематографичны. Но с Мисс Марвел мы действительно не были заинтересованы в создании чего-то, что имело бы очень очевидный потенциал для фильма. […] У неё очень комиксовые суперспособности. Благослови их Бог, если они попытаются воплотить это в кино; я не знаю, как это получится так, чтобы это не выглядело по-настоящему жутко.» В телевизионном мини-сериале «Мисс Марвел» Хан открывает способность использовать космическую энергию и создавать конструкции из волшебного браслета, что отличается от способностей к превращению, которыми она обладает в комиксах.
В мае 2022 года Файги объяснил, что нелюдской источник её способностей в комиксах не «соответствовал» временной линии и событиям КВМ, поэтому её способности были скорректированы, чтобы быть связанными с её пакистанским наследием. Они также приблизились к космическим силам других героев в фильме «Капитан Марвел 2» (2023), в котором Веллани играет одну из главных ролей. Файги добавил, что «гигантские кисти и руки» персонажа всё равно «духовно» появятся в сериале. Тайлер Макриди из Collider прокомментировал, что «решение фундаментально переосмыслить её способности является интересным» и что браслеты, которые обнаруживает Хан, открывают её «способность создавать и манипулировать своего рода фиолетовым „жёстким светом“»; Хан выполняет движения, похожие на её способности из комиксов, «такие как увеличение кулака, чтобы ударить плохих парней, или вытягивание конечностей, чтобы совершить дальний прыжок — хотя и с радикально новой визуальной эстетикой. […] Новые способности позволяют Камале делать новые вещи, такие как создавать щиты и ходить по воздуху». Макриди заявил, что этот новый набор сил наделяет Хан космическими способностями, более похожими на другие в семействе «Марвелов», и отличает Хан от способностей, которыми обладают другие герои КВМ, такие как Человек-муравей, Оса и Мистер Фантастик. Он также подчеркнул, что это решение означает, что шоу не придётся «изображать растягивающиеся, удлиняющиеся конечности в рамках бюджета Disney+».

## Биография персонажа

### Ранняя жизнь
Хан — американка пакистанского происхождения, мусульманка из Джерси-Сити, Нью-Джерси, живущая с родителями-иммигрантами. Хан растёт, почитая Мстителей, особенно Капитана Марвел. Она учится в академической средней школе Коулса вместе со своими друзьями Накией и Бруно. В свободное время Хан создаёт различный фанатский контент про Мстителей, такой как фанфики, арт и косплей. Она также ведёт свой собственный канал на YouTube под названием Sloth Baby Productions, который посвящён супергероям.

### Становление Мисс Марвел

#### Обнаружение космических сил
Хан создала костюм Капитана Марвел, чтобы принять участие в конкурсе косплея на предстоящем съезде фанатов Мстителей. Тем не менее, она изо всех сил пытается получить разрешение от своих родителей на участие в AvengerCon и вместо этого разрабатывает план улизнуть со своим другом Бруно, чтобы пойти. Чтобы закончить свой косплей-костюм, она добавляет браслеты, присланные ей бабушкой, которые придают ей энергетические силы. На AvengerCon Хан надевает браслеты, и это заставляет её проецировать конструкции космической энергии, которые непреднамеренно вызывают хаос. Она спасает свою одноклассницу Зои Циммер, используя увеличенную руку. После инцидента Бруно спешит к Хан домой и на следующий день помогает ей контролировать силы.
Бруно делает вывод, что браслет активировал собственные сверхспособности Хан. Позже Бруно, Хан и Накия посещают вечеринку, организованную Зои, и знакомятся с новым старшеклассником Камраном. Хан влюбляется в Камрана и перестаёт брать уроки тренировки у Бруно. Она также начинает задаваться вопросом, как её прабабушка Аиша исчезла во время раздела Индии, и поэтому задаёт этот вопрос на ежегодном праздновании Курбан-Байрама. Там, в то время как Накия бежит к мечети, маленький мальчик начинает соскальзывать с балкона, но его спасает Хан, используя свои способности «Ночного света». Отступая в переулок, Хан преследуется дронами Департамента по ликвидации разрушений и агентами во главе с агентом Сэйди Дивер; Камран спасает её и знакомит Хан со своей матерью Наджмой, той, кого Хан видела в своих видениях.

#### Обнаружение Кландестинов
Наджма объясняет, что она и Камран являются частью группы усовершенствованных существ, известных как Кландестины, которые утверждают, что они джинны, изгнанные из измерения Нур, и что Аиша была одной из них. Она также говорит, что браслет может помочь им вернуться, и просит помощи у Хан. Она соглашается, но Бруно предупреждает её, что межпространственное путешествие может быть опасным, поэтому она просит Камрана дать ей больше времени, чтобы убедиться, что они смогут сделать это безопасно. Камран соглашается, но Наджма отказывается ждать и решает заставить Камалу помочь им. Брат Хан, Амир, женится на своей невесте Тайише, но Камран прибывает на свадьбу, чтобы предупредить Камалу, прежде чем придут Кландестины. Хан, Бруно и Камран побеждены Кландестинами, в то время как Наджма пытается использовать браслет, который вызывает видение поезда. Когда Хан и Бруно убегают, Накия видит, как Хан использует свои силы. Сана связывается с Хан, рассказывая, что она также видела видение поезда, и настаивает на том, что она и Муниба должны навестить её в Карачи, Пакистан.

#### Путешествие в Карачи
Хан и Муниба едут в Карачи и воссоединяются с Саной, которая позже рассказывает Хан, что браслет пытается передать сообщение через видение поезда. На следующий день Хан в маске отправляется на железнодорожную станцию, чтобы провести расследование, но подвергается нападению Карима, члена группы линчевателей «Красных кинжалов», который сначала принимает её за одну из Кландестинов. Карим приводит Хан в убежище Красных кинжалов, где она узнаёт от их лидера Валида, что Кландестины пытаются прорвать Завесу измерения Нур, которая отделяет измерение Кландестинов от мира людей, чтобы расшириться и захватить власть. Хан начинает тренироваться с Красными кинжалами, чтобы овладеть своими способностями, но их прерывают Кландестины. Начинается погоня, во время которой Валид убивает одного из Кландестинов, но получает смертельное ранение от Наджмы. Пока Хан и Карим отбиваются от Кландестинов, Карим убивает одного из них, а Наджма случайно ударяет ножом в браслет, что переносит Хан в 1947 год, к моменту раздела Индии.
Хан может взаимодействовать с Аишей, которая просит её направлять Сану перед смертью. Вызвав проекцию звёзд, чтобы привести Сану к её отцу, Хан понимает, что именно она воссоединила их. Вернувшись в настоящее время, она обнаруживает, что удар Наджмы приоткрыл Завесу, но она испаряет любого, кто взаимодействует с ней. Наджма передаёт свою силу Камрану, прежде чем пожертвовать собой, чтобы закрыть Завесу. Сана и Муниба находят Камалу, и последняя принимает способности своей дочери. Они возвращаются в Джерси-Сити.

#### Защита Джерси-Сити
После возвращения в город, где взорвался торговый центр Бруно Circle Q, а Дивер приказала заблокировать город, Хан создаёт маскировку, используя подарок от Мунибы и ткань Карима, прежде чем воссоединиться с мальчиками. С помощью Накии, Амира и Циммер, группа задерживает агентов Контроля последствий. Коллега-агент по Контролю последствий П. Клири приказывает отступать, но Дивер игнорирует его и ведёт отряд агентов на штурм школы, где прячутся Хан и её друзья, и арестовывает всех, кроме неё и Камрана, который противостоит Дивер. Дивер нападает на него, но Хан отбивается от агентов, позволяя всем своим друзьям сбежать. Дивер сбегает, а позже Клири освобождает её от обязанностей. Хан становится любимой фигурой в своём сообществе и берёт супергеройское имя «Мисс Марвел» от своего отца.
Неделю спустя Бруно говорит Хан, что у неё генетическая мутация.

### Противостояние Дар-Бенн
Представительница крии Дар-Бенн находит такой же, как у Камалы браслет и активирует его. В результате Камала, Моника Рамбо и Кэрол Дэнверс меняются местами. Камала оказывается в скафандре Моники рядом с космической станцией С.А.Б.Л.Я. Моника переносится на базу крии, где была Кэрол, а Кэрол оказывается в доме Камалы. После нескольких обменов в дом Камалы попадают воины крии. Камала, Кэрол и Моника поочерёдно сражаются с ними, в результате чего дом семьи Хан приходит в аварийное состояние. Три героини объединяются против Дар-Бенн, желающей вернуть жизнь на планете Хала — родине крии. Она забирает воздух с планеты Тарнакс и собирается забрать воду с планеты Аладна, но Камала, Кэрол и Моника прилетают раньше неё и дают бой, в ходе которого Дар-Бенн узнаёт, что у Камалы находится второй браслет. Кэрол пытается спасти Аладну, но Камала, чтобы сохранить свой браслет, активирует гиперпрыжок. Следующей целью Дар-Бенн становится солнце Земли. В результате битвы с Камалой, Кэрол и Моникой Дар-Бенн заполучает браслет, но не выдерживает силы двух браслетов и взрывается. Моника жертвует собой, чтобы закрыть образовавшуюся червоточину, и оказывается в параллельной вселенной. После возвращения Камалы на Землю семья Хан с разрешения Кэрол переезжает в дом Моники в Луизиану.
Позже Камала Хан встречается с Кейт Бишоп и предлагает ей создать команду юных супергероев, упомянув о плане завербовать Кэсси Лэнг.

## Реакция
И Чарльз Пуллиам-Мур из The Verge, и Эрик Франсиско из Inverse, оба подчеркнули фанатскую одержимость Хан. Пуллиам-Мур также подчеркнул, что «как и в комиксах, вера и этническая принадлежность Камалы являются важными аспектами её идентичности, и шоу исследует, как и почему дети другого цвета кожи, подобные ей, не всегда чувствуют, что мир видит в них людей, призванных стать чемпионами». Дестини Джексон из «Empire» прокомментировала, что «Камала чувствует, что она никуда не вписывается, причудливый подросток, который существует на задворках популярного школьного общества. То, чего ей не хватает в понимании более практических аспектов повседневной жизни, она восполняет страстными идеями о том, каким человеком она хочет быть и как она вписывается в свой мир». Кэролайн Фрамке в рецензии на «Мисс Марвел» для «Variety» написала, что «надвигающийся призрак грядущих обязательств Marvel почти делает этот сериал, с его решимостью сделать Камалу личностью, а её окрестности — домом, ещё более ценным товаром. Прежде чем Камала официально станет Мисс Марвел и превратится во что-то большее, чем она сама, ей просто нужно быть самой собой, и этого более чем достаточно». Кимберли Терасаки из феминистского «гик-сайта» The Mary Sue написала, что изменения в истории происхождения служат «работе, в котором рассказывается история [Хан]. […] Вместо того, чтобы быть популярным автором фанфиков, она безымянный фан-арт-аниматор, который показывает не только её борьбу за то, чтобы сделать себе имя, но и позволяет шоу иметь очень уникальный художественный стиль, чтобы играть с точкой зрения Камалы на её мир.» Джойс Слейтон из Common Sense Media посчитала Хан позитивным образцом для подражания, написав: «Камала — скромный персонаж, которая осознаёт, что обладает экстраординарными способностями, и использует их, чтобы увеличить количество добра в мире, посылая сильные послания мужества и честности.»
Исполнение Веллани роли Камалы Хан в «Мисс Марвел» было высоко оценено многими критиками. Эмма Фрейзер из IGN прокомментировала, что «Веллани так же очаровательна, как Хейли Стайнфелд — вы бы никогда не узнали, что это её актёрский дебют». Кэтрин Портер написала для «Paste», что «Веллани блистает в роли Камалы, и, без сомнения, она сможет совершить прыжок на большой экран, когда „Капитан Марвел 2“ выйдет следующим летом». Прома Хосла для IndieWire назвала Веллани «трансцендентной» и прокомментировала, что её изображение Хан «обезоруживающе, последовательно, мощно очаровывает […]. Многое из этого передаётся тайными улыбками и легкомысленными взглядами или жалкой искренностью её дружбы с Бруно (Мэтт Линтц) и Накией (Ясмин Флетчер)». Анна Моузлин из «Glamour» похвалила игру Веллани, заявив: «Иман Веллани настолько идеально подобрана на роль Камалы Хан — она же Мисс Марвел — что трудно поверить, что это реально.» Брайан Лоури из CNN посчитал Веллани «совершенно очаровательной» во всём сериале. Мира Пурнамасари и Чандреи Рэй из «Vogue» назвали игру Веллани «превосходной», заявив, что ей удаётся сделать персонажа узнаваемым, написав: «19-летняя девушка, которая повторит роль Мисс Марвел в предстоящем фильме „Капитан Марвел 2“, наделяет свою героиню чувством ясноглазого удивления, которое делает невозможным не полюбить её.»

### Отличия от комиксов
Изменения в способностях Хан из комиксов также были отмечены в обзорах на «Мисс Марвел», причём несколько критиков прокомментировали более личную связь нового происхождения. Терасаки подчеркнула, что набор сил Хан из комиксов «было бы практически невозможно адаптировать для хорошего эффекта, даже если бы у них был бюджет на CGI». Кейтлин Бут из Bleeding Cool заявила, что её силы в игровом кино «в целом выглядят довольно хорошо». Напротив, Алан Сепинуолл из «Rolling Stone» назвал эти способности «более общими», чем способности из комиксов. Пуллиам-Мур писал, что способности в игровом кино «способны лишь приблизить яркие аспекты того, что изначально было тонкой метафорой в комиксах. […] Но шоу не заходит так далеко со своим героем в плане использования его тщеславия для изучения таких идей, как интернализованный расизм или давление западных (читай: белых) стандартов красоты на цветных людей». Дж. Уиллоу Уилсон, один из создателей персонажа, ранее описывала, что во время разработки способностей Хан было решено не наделять её «блестящими, размахивающими руками, плавающими, красивыми способностями», которые, по мнению Портера, были «одной из самых важных вещей о ней в комиксах, и потерять это в пользу сил, которые на самом деле являются блестящими, размахивающими руками, плавающими и красивыми, действительно прискорбно. Конечно, силы могли бы перенести шоу в царство зловещей долины, но в этом тоже есть их смысл».
В финале сериала «Мисс Марвел», «Никакой нормы», выясняется, что у Камалы Хан генетическая мутация, которая подразумевает, что она мутант, благодаря музыкальному отрывку главной темы «Людей Икс» 1997 года.

## В других медиа
Веллани вновь исполняет свою роль Камалы Хан в аттракционе тематического парка Avengers: Quantum Encounter на круизном лайнере Disney Wish.

## Комментарии
1. ↑  Подразумевается, что Хан — мутант.